# Descriptiones Plantarum ex Capite Bonae Spei
Descriptiones Plantarum ex Capite Bonae Spei (abreviado Descr. Pl. Cap.) es un libro ilustrado con descripciones botánicas que fue editada por el botánico y pteridólogo sueco Peter Jonas Bergius en el año 1767, donde describe la flora del Cabo de Buena Esperanza.